# Pasargade
Pasargade (in latino Pasargadae, in persiano: پاسارگاد) è una città dell'antica Persia; il sito archeologico è stato inserito nel 2004 nell'elenco dei Patrimoni dell'umanità dell'UNESCO. Secondo alcune tavolette con iscrizioni in cuneiforme ritrovate nella vicina Persepoli, il nome originale della città era Batrakataš; il nome odierno deriva dalla traslitterazione in greco antico del toponimo in antico persiano Pâthragâda, il cui significato è incerto.

## Storia
Le rovine di Pasargade si trovano circa quaranta chilometri a nordest di Persepoli, nella provincia iraniana di Fars; essa fu la prima capitale dell'Impero achemenide, fondata da Ciro il Grande nel 546 a.C., fino a che il centro di comando del regno non venne spostato a Persepoli.
L'odierno sito archeologico si estende su una superficie di 1,6 chilometri quadrati e al suo interno include una struttura comunemente creduta essere il mausoleo di Ciro, la fortezza di Toll-e Takht (situata sulla cima di una collina), e le rovine di due palazzi reali con i loro giardini, uno dei primi esempi di giardino persiano che la storia registri. Recenti ricerche hanno mostrato come le fondamenta degli edifici di Pasargade fossero state progettate per resistere ad un terremoto che sarebbe classificato come di settima magnitudo nella scala Richter.

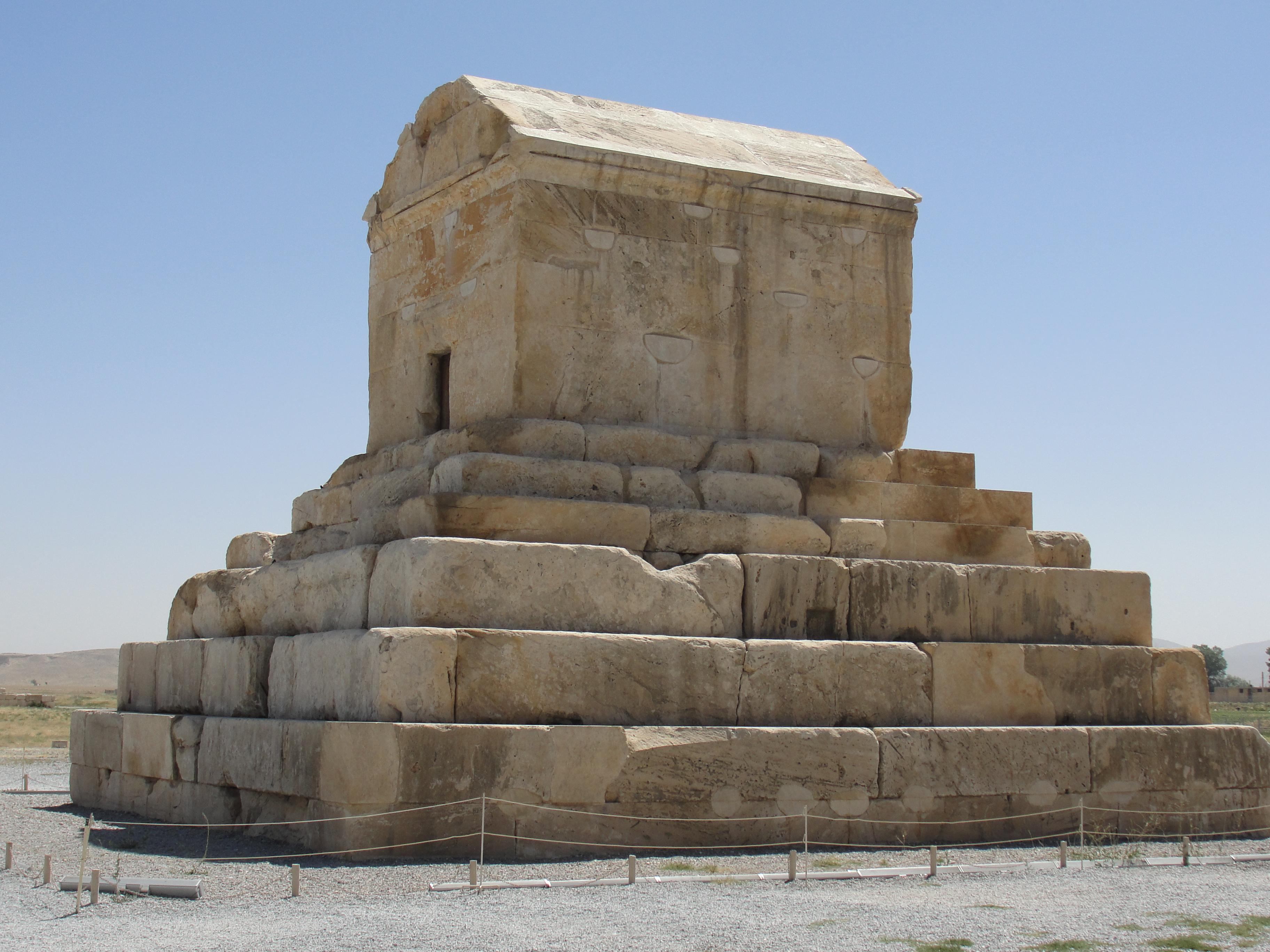
Il monumento comunemente ritenuto essere la tomba di Ciro il Grande

Il monumento più famoso di Pasargade è la tomba di Ciro il Grande. Essa è costruita su sei alti gradini che conducono alla sepoltura vera e propria, la cui camera è lunga 3.17 metri e larga 2.11 ed ha un'entrata bassa e stretta. Benché non ci siano prove certe per l'identificazione della tomba con quella di Ciro II di Persia, gli antichi storici greci riportarono che questa era la convinzione di Alessandro Magno, il quale rese omaggio al mausoleo dopo il saccheggio e la distruzione di Persepoli. Flavio Arriano riporta nel II secolo d.C. (quindi molto dopo la morte di Alessandro Magno) che il macedone ordinò ad Aristobulo, uno dei suoi luogotenenti, di entrare nell'edificio; qui egli trovò un letto d'oro, una tavola apparecchiata, una bara dorata, alcuni paramenti ornati di pietre preziose ed un'iscrizione. Oggi non è visibile alcuna iscrizione e vi è un certo disaccordo sull'esatta interpretazione del testo.
Lo stile del monumento richiama l'architettura dei Medi con il tetto a spioventi e di elegante struttura che ricorda un tempio urarteo.
Durante la Conquista islamica della Persia, quando l'esercito arabo si trovò di fronte alla tomba decise di distruggerla, poiché essa era considerata in contrasto con i principi dell'Islam. L'edificio si salvò grazie al fatto che i suoi guardiani riuscirono a convincere il comandante dell'esercito che la tomba non era stata costruita in onore di Ciro il Grande, bensì della madre del re Salomone. Come risultato di ciò l'iscrizione venne cambiata con un versetto del Corano e la costruzione stessa venne conosciuta in seguito come "Qabr-e Madar-e Sulaiman", cioè la tomba della madre di Salomone, nome ampiamente diffuso ancor oggi.

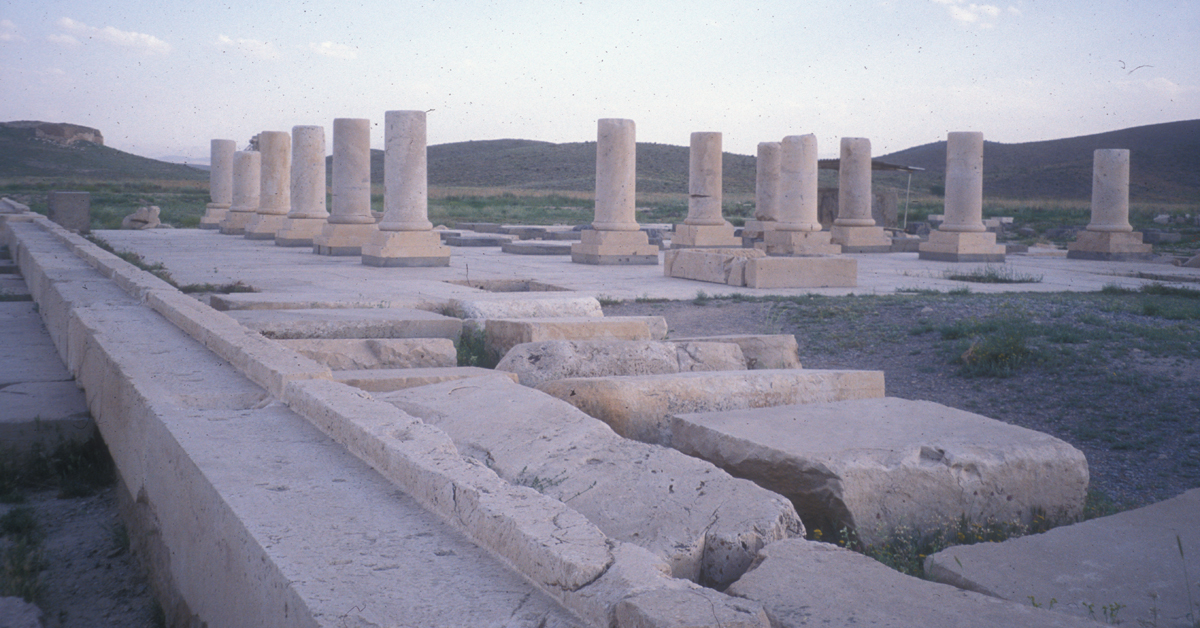
La sala delle udienze del palazzo di Pasargade

## Storia recente
A partire dalla metà degli anni novanta del XX secolo vi è stata una sempre maggior preoccupazione legata alla proposta di costruire una diga presso la vicina città di Sivand. La localizzazione del progetto, posta fra le rovine di Persepoli e di Pasargade, ha fatto temere ad un gran numero di archeologi e di iraniani che il lago artificiale che si sarebbe venuto a creare avrebbe inondato le rovine di questi due siti archeologici, problema ritenuto ancor maggiore per Pasargade a causa della sua posizione geografica. Gli scienziati coinvolti nel progetto al contrario sostengono che non vi saranno problemi di questo tipo poiché i due siti si trovano ben al di sopra della linea costiera del lago.
La preoccupazione maggiore da parte degli archeologi consiste nell'effetto dell'umidità dell'aria, che inevitabilmente sarà incrementata dalla presenza del lago. Benché gli esperti del Ministero dell'Energia iraniano sostengano che questo aumento sarà compensato dal controllo del livello dell'acqua del lago, tutti concordano nel dire che l'accresciuta umidità provocherà un aumento nel deterioramento delle rovine di Pasargade.
Il 19 aprile 2007 ha avuto inizio la costruzione della diga.